# Émile Grémaux
Émile Lucien Henri Grémaux, né le 28 novembre 1893 à Lille et mort le 18 septembre 1959 à Lille, est un boxeur, entraîneur, personnalité du monde des affaires, président de la fédération française de boxe, premier président de l'association internationale de boxe amateur (AIBA) (1946-1959), vice-président du comité olympique français (1952 - 1959).

## Biographie
Émile Grémaux est champion du Nord, poids coqs en 1914.
Engagé volontaire en mars 1913, pendant la Première Guerre mondiale, il est sergent-fourrier au 43e régiment d'infanterie. Il est cité à l'ordre du régiment « Blessé au début de la campagne et revenu sur le front aussitôt guéri, le 5 avril 1915, fait, l'admiration de ses camarades par son énergie et son courage. A été de nouveau blessé très grievement. » ; réformé en janvier 1916 pour blessure.
Après la guerre, il dirige une entreprise de confection de vêtements pour hommes. 
Il est dirigeant et représentant de la fédération française de boxe dans le Nord, puis président de la fédération française de boxe et de la Ligue des Flandres. 
Il préside le club de foot l’« Union Sportive » de Lezennes
Il est décédé après une longue maladie, à Lille, où il vécut jusqu'à l'âge de 66 ans.

## Décorations françaises
- Croix de guerre 1914–1918, étoile de bronze[1]
- Médaille interalliée de la Victoire[1]

## Hommage
- Salle polyvalente Émile Grémaux à Lezennes
- Halle Grémaux à Villeneuve-d'Ascq